# Magnolia fordiana
Magnolia fordiana är en magnoliaväxtart som först beskrevs av Daniel Oliver, och fick sitt nu gällande namn av Hu Hsien-Hsu. Magnolia fordiana ingår i släktet Magnolia och familjen magnoliaväxter.

## Underarter
Arten delas in i följande underarter:
- M. f. calcarea
- M. f. fordiana
- M. f. forrestii
- M. f. hainanensis